# Погонич довгопалий
Погонич довгопалий (Sarothrura lugens) — вид журавлеподібних птахів родини Sarothruridae.

## Поширення
Вид поширений в Африці. Мозаїчно трапляється в Анголі, Камеруні, ДР Конго, Габоні, Малаві, Руанді, Танзанії і Замбії.

## Опис
Птах завдовжки 15 см. Голова і груди темно-помаранчевого кольору, решта тіла чорна з білим візерунком.

## Спосіб життя
Трапляється у дощових лісах, вторинних лісах, на плантаціях. Живиться комахами та насінням.